# Ditlev Gothard Monrad
Ditlev Gothard Monrad (Copenhague, 24 de Novembro de 1811 – Nykøbing Falster, 28 de Março de 1887) foi um bispo, teólogo e político da Dinamarca. Ocupou o cargo de primeiro-ministro da Dinamarca.